# Austria (personificación)

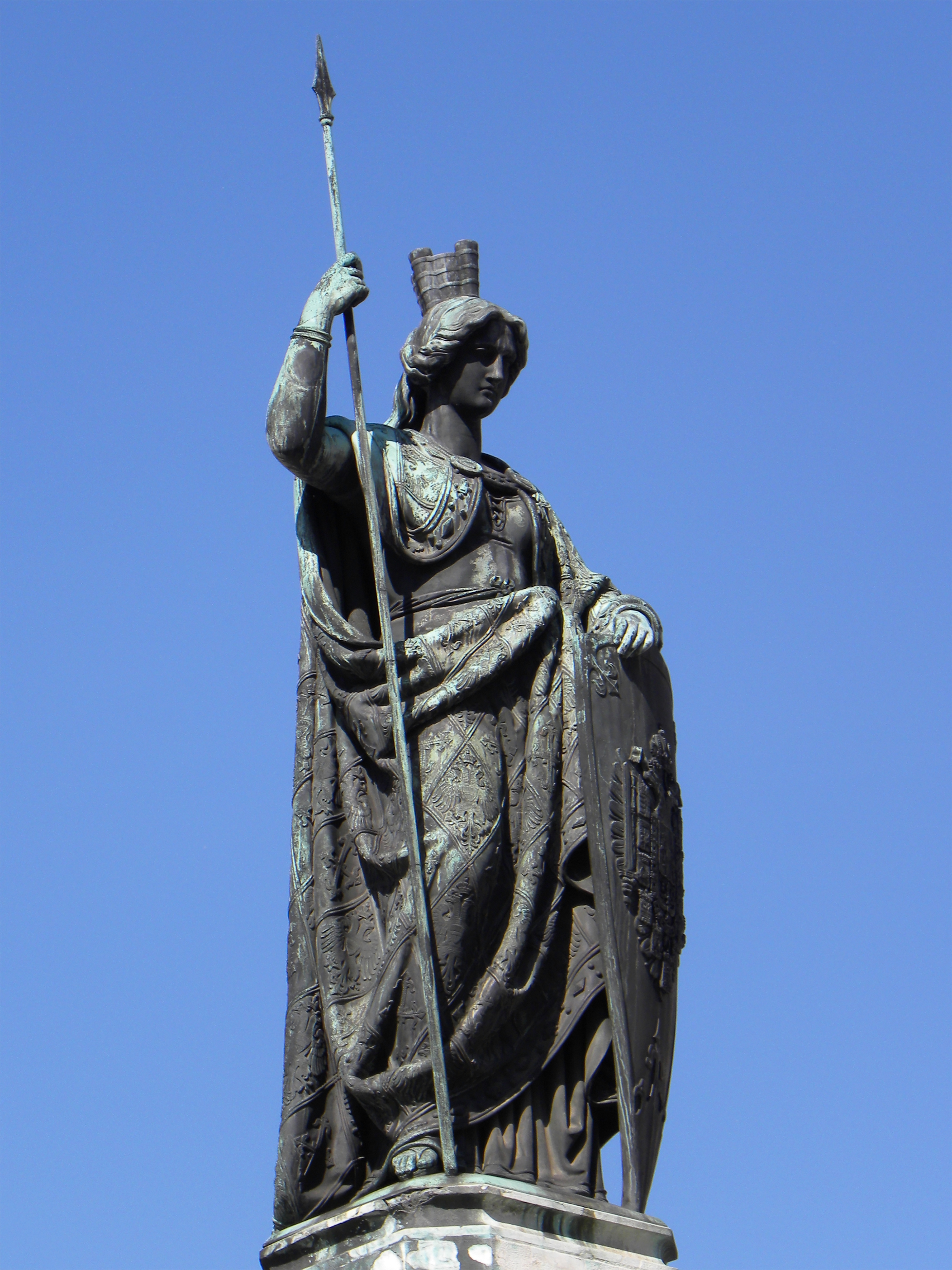
Austria en la fuente de Austria en Viena.

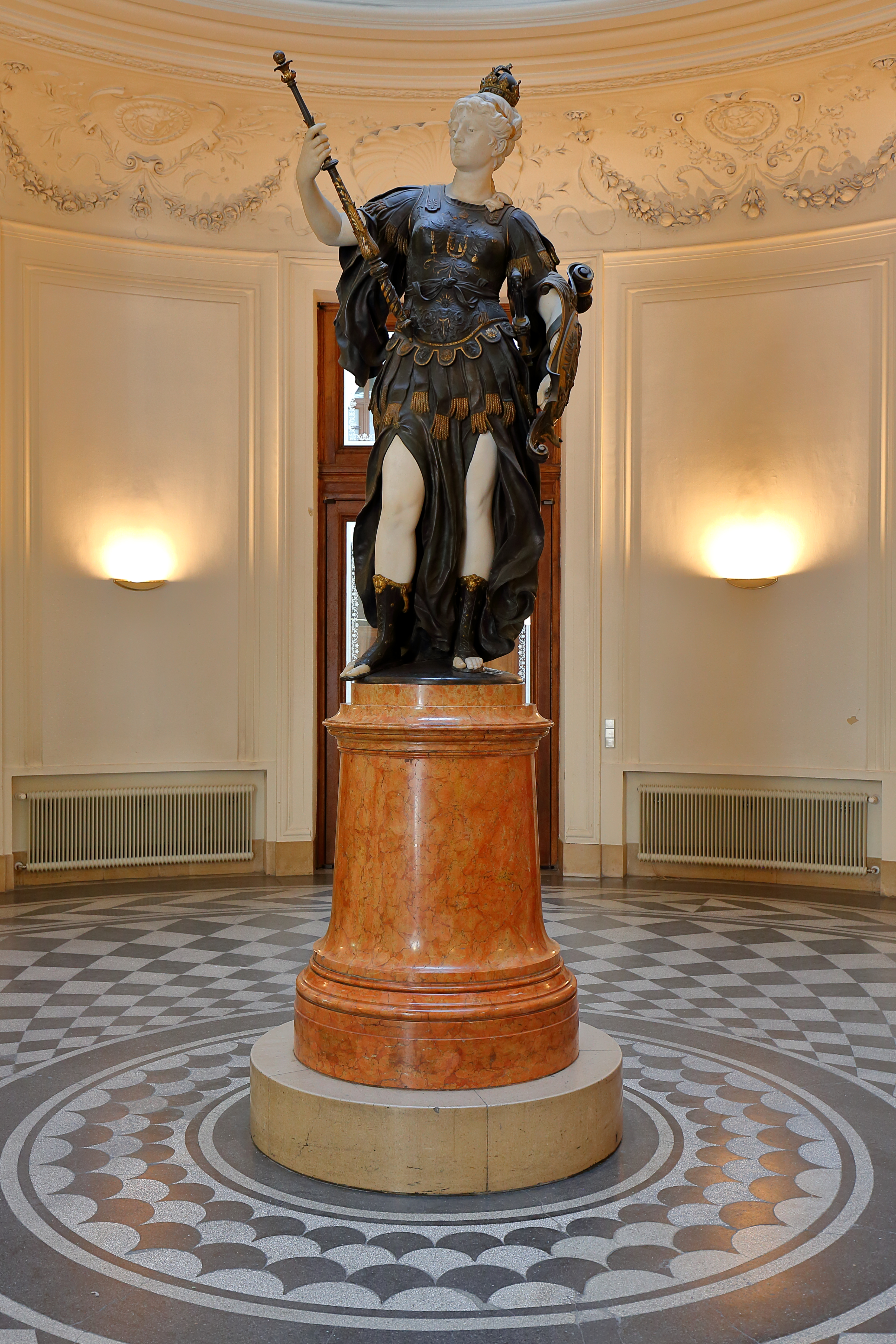
La alegoría de Austria, obra de Johannes Benk del año 1883.

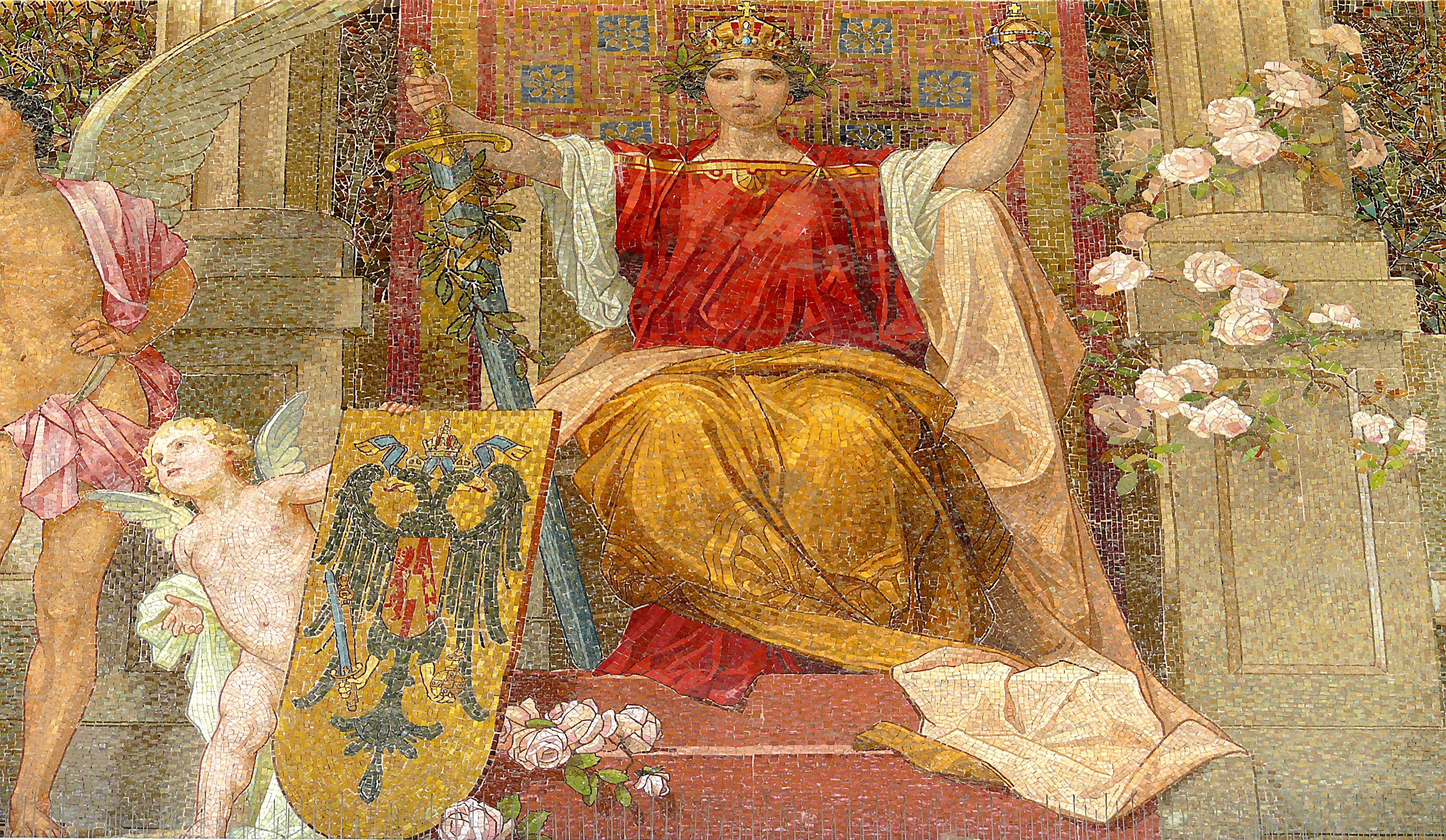
Mosaico de Austria en el Parlamento austríaco.

La alegoría de Austria surgió como una representación de la monarquía Habsburgo como personificación de la multinacional Austria. Más tarde representaría al Estado nacional austriaco. Su nombre viene del latín, teniendo en cuenta que en alemán Austria se dice Österreich, llamando a su alegoría Austria, nombre que concuerda con el nombre del país en castellano. 

## Significado durante la monarquía
La encarnación regioimperial de Austria a través de la figura de una mujer fue, sobre todo a mitad del siglo XIX, muy usada habitualmente como motivo artístico. Se crearon muchas estatuas y pinturas con la Alegoría. Una famosa es la de la Fuente de Austria en Freyung en el casco histórico de Viena. También en numerosos edificios, como el del Parlamento o la Ópera, se colocaron estatuas con la alegoría de Austria. Originalmente, se pensó en colocar una estatua de la alegoría de Austria ante el Parlamento, aunque se decidió poner una estatua de Pallas Atenea en su lugar por considerarse más neutral por ser el Imperio Austrohúngaro una nación multinacional.
La expresión Felix Austria es natural de la dinastía de los Habsburgo, también conocida como la Casa de Austria. Una vez se describió su política exterior del siglo XVII en el siguiente dicho: Bella gerant alii, tu, felix Austria, nube! ("Que otros hagan la guerra, ¡tú, feliz Austria, cásate!") refiriéndose a la política de casamiento de los Habsburgo, por la cual era de suma importancia ganar poder a través de conservar los recursos mientras que los otros monarcas iban a la guerra. Más tarde Felix Austria se asoció con la feliz forma de ser de los ciudadanos denominados como "viejos austríacos" (en su mayoría los de las provincias de habla alemana).

## Cambio de significado tras 1918
Tras 1918 la alegoría solo se seguiría usando para la República de Austria. Se encontraron borradores con Austria para imprimir billetes de chelines austríacos que no llegaron a emitirse. Austria no terminó de encajar como símbolo nacional en la Austria republicana.
Erich Kästner llevó el mito del victimismo austriaco a una canción de publicidad en la que la alegoría de Austria cantaba: 

Ich habe mich zwar hingegeben, doch nur weil ich gemußt.
Geschrien habe ich nur aus Angst und nicht aus Liebe und Lust.
Und daß der Hitler ein Nazi war – das habe ich nicht gewußt!
Me he ofrecido a mí misma, porque era mi deber. 
Grité solo por miedo no por amor o placer.
 Y que Hitler era nazi – ¡Eso no lo llegué a saberǃ
Erich Kästner.

El dibujante Erich Sokol entró para crear las caricaturas en el diario vienés Arbeiter-Zeitung, donde introdujo de nuevo a la alegoría de Austria, a veces como una encolarizada Austria con bigote a lo Hitler y con un brazalete nazi, otras como una Señorita Austria, delgada y joven y otras era representada como a un niño jugando.